# ロバート・ランシング

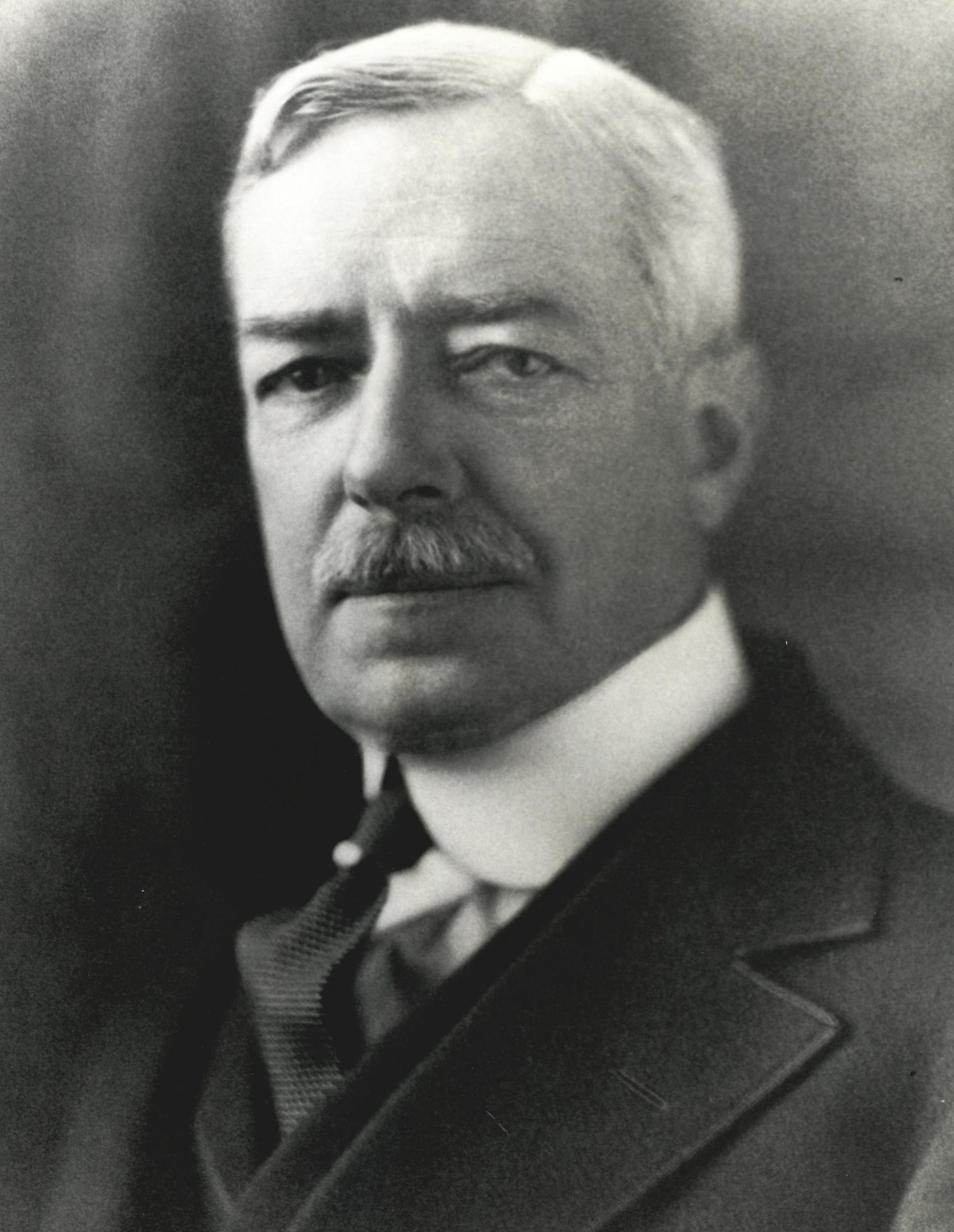
ロバート・ランシング

ロバート・ランシング（Robert Lansing, 1864年10月17日 - 1928年10月30日）は、アメリカ合衆国の政治家。ウッドロウ・ウィルソン大統領の下で第42代アメリカ合衆国国務長官を務めた。

## 生涯

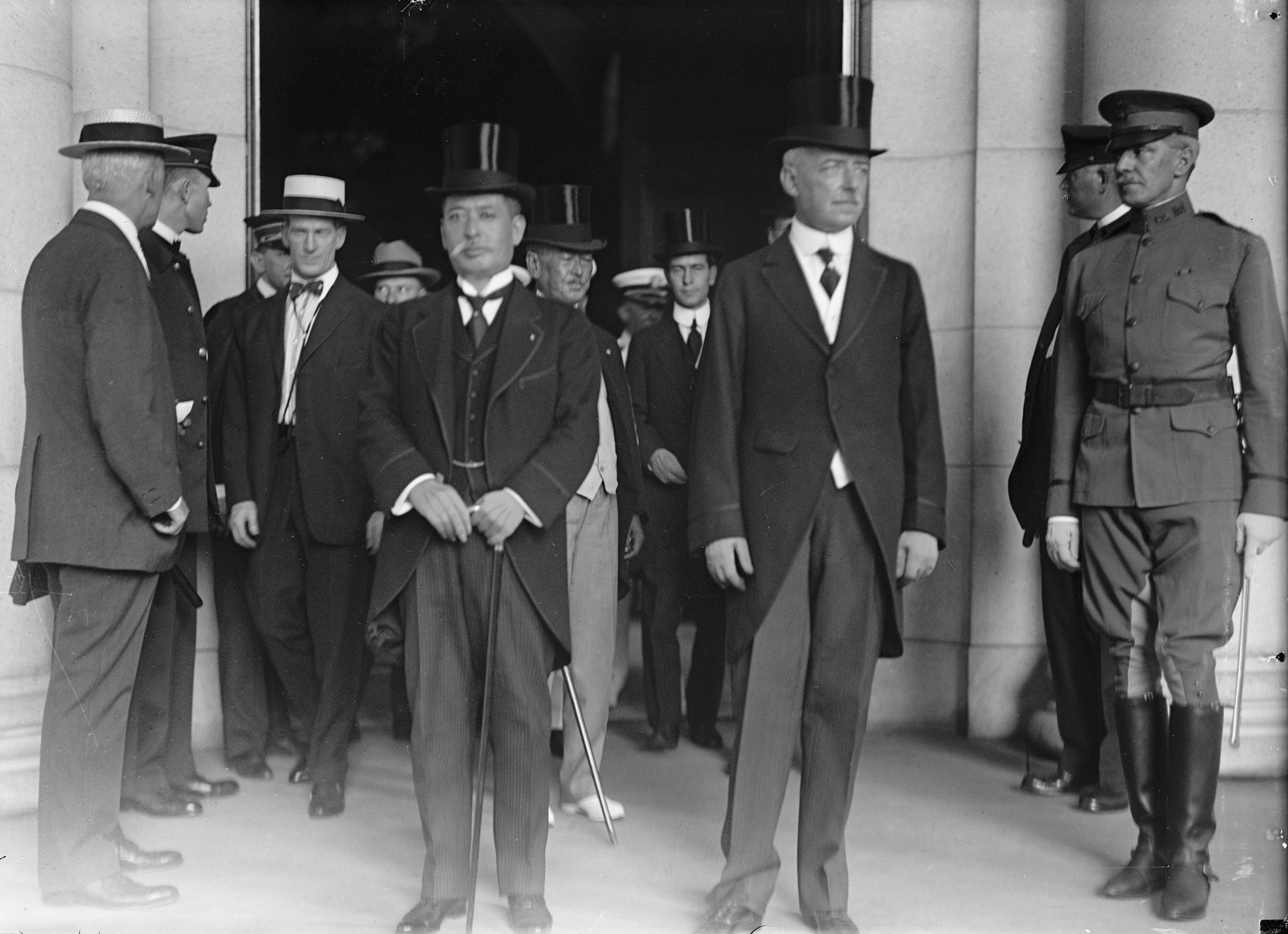
石井・ランシング協定締結時の石井菊次郎とランシング

1864年、ランシングはニューヨーク州ウォータータウンで生まれた。ランシングは1886年にアマースト大学を卒業し、1889年に弁護士として認可を受けた。
ウィリアム・ジェニングス・ブライアンが国務長官を1915年に辞職した後、ランシングが後任を務めた。彼は第一次世界大戦時にアメリカ合衆国の連合国側への参戦を強く主張した。戦後彼はパリ講和会議へのアメリカ代表団の長となった。彼は和平条約への国際連盟の関与に考慮を払わなかったため、ウィルソンの不評を買うこととなる。1917年にはワシントンD.C.において日本代表の石井菊次郎と会談を行い、中国での特殊権益に関する石井・ランシング協定を締結する。
ウィルソンが発作を起こし病床に就くと、ランシングは幾つかの事案に対して閣僚と共に協議を行った。ウィルソンはランシングの独断専行に悩まされ、1920年にランシングの辞職を命じた。
1928年、ニューヨークで死去。享年64。

## 家族
1890年にランシングは、外交官ジョン・W・フォスター（のち第32代国務長官）の娘であるエレノア・フォスター (Eleanor Foster) と結婚した。第52代国務長官ジョン・フォスター・ダレスの義理のおじにあたる。